# 费斯蒂尼
费斯蒂尼（法語：Festigny，法語發音：[fɛstiɲi]）是法国马恩省的一个市镇，属于埃佩尔奈区。

## 地理
费斯蒂尼（49°3'6"N, 3°44'44"E）面积25.63 平方千米，位于法国大東部大區马恩省，该省份为法国东北部内陆省份，北起阿登省，西北接埃纳省，西南接塞纳-马恩省，南至奥布省，东南接上马恩省，东临默兹省。
与费斯蒂尼接壤的市镇（或旧市镇、城区）包括：马勒伊港、圣马丹达布卢瓦、勒拜济勒、伊尼-孔布利济、勒夫里尼、内勒勒勒蓬、厄伊。
费斯蒂尼的时区为UTC+01:00、UTC+02:00（夏令时）。

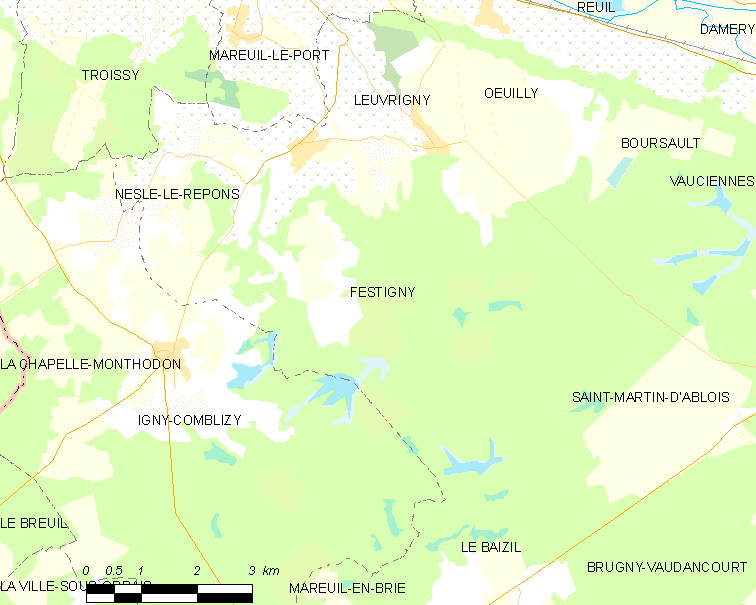
费斯蒂尼的OSM定位图

## 行政
费斯蒂尼的邮政编码为51700，INSEE市镇编码为51249。

## 政治
费斯蒂尼所属的省级选区为多尔芒-香槟景县。

## 人口

1962-2008年间费斯蒂尼人口变化图示

费斯蒂尼于2022年1月1日时的人口数量为392人。